# Garhi Pukhta
Garhi Pukhta is een nagar panchayat (plaats) in het district Shamli van de Indiase staat Uttar Pradesh.

## Demografie
Volgens de Indiase volkstelling van 2001 wonen er 12.104 mensen in Garhi Pukhta, waarvan 53% mannelijk en 47% vrouwelijk is. De plaats heeft een alfabetiseringsgraad van 44%.